# 柴俊夫
柴 俊夫（、1947年〈昭和22年〉4月27日 - ）は、日本の俳優・歌手・司会者・タレント。本名および旧芸名、柴本 俊夫（）。
東京都台東区鳥越出身。東京都立白鷗高等学校卒業、獨協大学中退。ケイダッシュ所属。

## 来歴
実家は台東区で結納品の製作をしていた。1967年獨協大学を中退。学生時代はカメラが好きだったことから写真部に在籍し、そこで知り合った友人の兄がモデルエージェンシーのカメラマンだったことから、誘われてモデルとして芸能界入りする。
1970年、テレビドラマ『ゴールドアイ』で本名の「柴本 俊夫」名義で俳優デビュー。1971年、『ゴジラ対ヘドラ』で映画初出演し、円谷プロ制作の特撮ドラマ『ミラーマン』のパイロットフィルムで主人公を演じる。同年、テレビドラマ『シルバー仮面』で主演。TBSプロデューサーの橋本洋二に勧められて「柴 俊夫」に改名した。後年、『新・坊っちゃん』（1975年）で主演を務めているが、これは『シルバー』で知り合った脚本家の市川森一に招かれてのものだった。
役者の仕事が面白いと思い始めた時、「NHKに出なきゃだめだ」と考えたものの自身も事務所もどうすれば良いか分からず、直接NHKに売り込みをかける。プロデューサーに話を聞いてもらい演出家の岡崎栄を紹介され、時代劇『天下堂々』（1973年）に出演することになった。NHKからは演技の特訓の場を用意され、劇団俳小の早野寿郎が先生につき、型、動き、喋り方、踊り、発想の仕方、全てを教わる。これをきっかけに、個人的に演技を学ばないといけないと思い立ち、劇団「ぶどうの会」でレッスンを受けた。1976年、映画『金閣寺』において主人公・溝口が心を許す唯一の友人・鶴川役を演じる。次いで『愛と誠 完結篇』では、非行少年のボスという対照的な役柄にふんした。
『さわやかな男』（1977年）、『いのち燃ゆ』（1981年）などのテレビドラマで主演を務め、鋭い眼光とは裏腹に実直な好青年という役どころで注目を集める。1983年には『西部警察 PART-III』に「大将」こと山県新之助役でレギュラー出演。石原裕次郎と渡哲也の二大スターと共演したことは忘れがたい思い出だという。1985年、必殺シリーズ『必殺仕事人V・激闘編』では「はぐれ仕事人」壱役を演じ、映画『必殺! III 裏か表か』でも同役で出演した。
1988年に音楽番組『夜のヒットスタジオDELUXE』、2003年には情報番組『レディス4』などで司会を担い、バラエティ番組などでも親しまれている。
2012年より、オーストラリアPR大使を務め、2014年にはオーストラリア勲章（名誉勲章メンバー）を受章。

## 人物・エピソード
趣味は、グルメ、旅行。特技は、ゴルフ。
『シルバー仮面』で共演した篠田三郎とは、その後も親交があり、「人生の友」といえる大切な存在だと語っている。また『シルバー』で思い出深い俳優に岸田森を挙げ、当時デビュー間もなく演技経験が少なかった柴に指導をしてくれたのが岸田だった。岸田には、毎日天井に向かって腹式呼吸することと新聞を読むように言われたという。『シルバー仮面』『新・坊っちゃん』『西部警察』などで殺陣師を務めた高倉英二は、柴について感性が豊かで細かいところに気が行き届き、鋭いアクションと相手のことを考えて身を引く優しさを兼ね備えていたと評している。長年、環境問題や子供たちの為のボランティア活動を続けており、2009年に一般社団法人「こどものための柴基金」を設立、代表理事を務める。同基金は2020年の一般財団法人への移行を経て2021年に公益財団法人に移行している。また、ナショナルトラスト運動にも関わりが深い。1979年12月21日、『さわやかな男』で共演した真野響子と結婚。長女は女優の柴本幸で、『徹子の部屋』に出演した際には「娘が大河ドラマに出演して、感激して眠れなかった」と語っている。義妹は女優の眞野あずさ。プロ野球では熱狂的な阪神タイガースの大ファン。

## 出演
※太字は主演

### テレビドラマ
- ゴールドアイ（1970年、日本テレビ） - 柴田俊二[注釈 1]
- シルバー仮面（1971年 - 1972年、TBS） - 主演・シルバー仮面 / 春日光二
- おんな組アクション控 第6話「女殺し」（1972年、東京12ch）
- 殺人大百科 手作りの棺（1973年、毎日放送）
- どてらい男（1973年 - 1975年、関西テレビ）
- 天下堂々（1973年 - 1974年、NHK総合） - 同心・左門
- 事件狩り 第8話「さらわれたビキニの娘」（1974年、TBS） - 北村明
- 丹下左膳 こけ猿の壷篇（1974年 - 1975年、よみうりテレビ） - 柳生源三郎
- あたしのものよ（1974年 - 1975年、TBS） - 小沢欣也
- 6羽のかもめ 第18話（1975年、フジテレビ）
- 東芝日曜劇場（TBS）
  - 出会い（1975年）
  - 彼と二人のクリスマス（1975年）
  - 白い涙 （1976年、CBC）
  - 霧の日の童話（1976年、RKB毎日放送）
  - 初春と恋（1977年）
  - ラスト・ダンス（1977年、CBC）
  - 夢の指環（1985年、CBC）
  - トランペットの子守唄（1985年、北海道放送）
  - 愛、風のように（1985年、北海道放送）
  - 神戸ポーアイ物語（1987年、毎日放送）
  - ついて来るかい?（1987年）
- たんぽぽ 第2シリーズ（1975年、日本テレビ）
- TOKYO DETECTIVE 二人の事件簿 第5話「狼はランを抱いて死ぬ」（1975年、朝日放送）
- 夜明けの刑事 (TBS)
  - 第33話「港のヨーコは殺されていた?」（1975年） - ノボル
  - 第72話「結婚サギ殺人事件」（1976年） - 三上修
- マチャアキの森の石松 第11話「失恋道中人恋しくて」（1975年、NET） - 長太郎
- 新・坊っちゃん（1975年 - 1976年、NHK総合） - 主演・坊っちゃん（矢田部）
- 新宿警察 第25話「さよならも言わないで」（1976年、フジテレビ） - 桜町勇
- 金のなる樹は誰のもの（1976年、NET） - ジロー
- 五丁目に咲いた恋は、絶対に結ばれないと人々は噂した （1976年、日本テレビ）
- 太陽にほえろ! (日本テレビ) - 市村進
  - 第201話「にわか雨」（1976年）
  - 第248話「ウェディング・ドレス」（1977年）
  - 第281話「わかれ道」（1977年）
- 俺たちの旅 第39話「ニッポンの将来はどうなりますか?」（1976年、日本テレビ） - 坂口
- 大江戸捜査網 第252話「怪盗 炎の中を走る」（1976年、12ch） - 巳之吉
- グッドバイ・ママ（1976年、TBS）
- シリーズ人間模様 妻たちの二・二六事件（1976年、NHK総合） - 田中勝
- 結婚するまで（1976年 - 1977年、TBS）
- 日曜☆特バン / 光は東方なり（1976年、TBS） - 野口英世 (青年期)
- 桃太郎侍 第14話「祭囃子に咲いた恋」（1977年、日本テレビ） - 清次
- 土曜ドラマ (NHK総合)
  - 男たちの旅路 - 鮫島壮十郎
    - 第2部（1977年）
    - 第3部（1977年）
    - 第4部（1979年）
    - スペシャル 戦場は遙かになりて（1982年）

  - わたしの名は女です（1983年）
  - ダークスーツ（2014年） - 最上利一
- 華麗なる刑事 第16話「孤独な恋人たち」（1977年、フジテレビ）
- 新・座頭市 第2シリーズ 第4話「蛍」（1977年、フジテレビ） - 若い医者
- さわやかな男（1977年 - 1978年、関西テレビ） - 主演・城勝
- 土曜ワイド劇場（テレビ朝日）
  - 死者との結婚 （1978年）
  - 恋人交換殺人事件（1982年）
  - 山口線「貴婦人号」SL殺人トリック（1982年） - 主演
  - 死美人ホテル（1983年） - 主演
  - 牟田刑事官事件ファイル 第1作「事件の眼 信濃路にいた女」（1983年） - 樋口刑事 役
  - 大女優殺人事件（1982年） - 藤川彬
  - 上高地に消えた女（1990年） - 河本邦明
  - 独身キャリアウーマンの甘い夢（1991年） - 広津隆二
  - 家政婦は見た!18 あなたは美しくなれる…（2000年） - 花房智彦
- 浮浪雲（1978年、ANB） - 青田師範
- ポーラテレビ小説 / 夫婦ようそろ（1978年、TBS）
- 雲を翔びこせ（1978年、TBS） - 尾高新五郎
- 平岩弓枝ドラマシリーズ / 下町のおんな 風子（1978年 - 1979年、フジテレビ）
- 大河ドラマ (NHK総合)
  - 草燃える（1979年） - 三浦胤義
  - 春の波涛（1985年） - 三浦又吉
  - 信長 KING OF ZIPANGU（1992年） - 滝川一益
  - 徳川慶喜（1998年） - 寺岡勘十郎
  - 江〜姫たちの戦国〜（2011年） - 黒田官兵衛
- 時よ燃えて!（1979年、フジテレビ)
- 流氷の詩（1979年、テレビ朝日） - 志田好之
- 熱愛一家・LOVE （1979年、TBS） - 石本譲
- 江戸の激斗（1979年、フジテレビ） - 滝新八郎
- 天中殺の女たち 第4話「いつか翔んだ空」（1979年、TBS）
- 風の隼人（1979年 - 1980年、NHK総合） - 西郷隆盛
- 歴史の涙（1980年、TBS） - 椎崎中佐
- 時よ炎のごとく!（1980年、フジテレビ）
- 木曜ゴールデンドラマ / 東京大地震マグニチュード8.1（1980年、よみうりテレビ） - 高木
- 土曜ナナハン学園危機一髪 / シラケ帝国応答アリ（1980年、フジテレビ）
- 港町純情シネマ（1980年、TBS）
- 若き日の北條早雲（1980年、テレビ朝日）
- サンキュー先生（1980年 - 1981年、テレビ朝日） - 野村次郎
- いのち燃ゆ（1981年、NHK総合） - 主演・丈吉
- 戦国の女たち（1982年、フジテレビ） - 大野治長
- 雄気堂々 若き日の渋沢栄一（1982年、NHK総合） - 渋沢喜作
- 時代劇スペシャル（フジテレビ）
  - 仕掛人・藤枝梅安 - 小杉十五郎
    - 梅安蟻地獄 （1982年）
    - 梅安流れ星 （1982年）
    - 梅安迷い箸 （1982年）
    - 梅安晦日蕎麦 （1983年）
    - 藤枝梅安 梅安針供養 （1983年）
    - 梅安岐れ道 （1983年）
    - 梅安乱れ雲 （1983年）

  - 沖田総司 華麗なる暗殺者 （1982年） - 土方歳三 役
- 火曜サスペンス劇場（日本テレビ）
  - 消えた蜜月（1982年）
  - 1989年六月の花嫁シリーズ4 ヴァージンロード（1989年）
  - 殺意の爪（1989年）
  - 弁護士・朝日岳之助3 殺意の法廷（1992年）
  - 運命の女（1997年） - 牧圭介
  - ふたり（1999年） - 島本警部
  - 救命救急センター3（2001年） - 広瀬
- 銀河テレビ小説 (NHK総合)
  - 日の出食堂の青春 （1982年）
  - おんなの時代 （1987年）
  - 悲しみだけが夢をみる （1988年） - 桜木由克（佐藤龍次）
  - あるときは妻 （1989年）
- 君は海を見たか（1982年、フジテレビ） - 立石俊彦
- 幕末青春グラフィティシリーズ
  - 幕末青春グラフィティ 坂本竜馬（1982年、日本テレビ） - 武市半平太
  - 幕末青春グラフィティ 福沢諭吉（1985年、TBS） - 木村摂津守
- 西部警察 PART-III（1983年 - 1984年、テレビ朝日） - 山県新之助
- 金曜女のドラマスペシャル（フジテレビ）
  - 飛鳥・まだ見ぬ子、清子の母として（1984年）
  - 女刑事・遠山怜子
    - 1 焼きつくす（1985年）
    - 2 現場存在証明（1986年）
    - 3 懇切な遺書（1987年）
- 明治撃剣会（1984年、朝日放送）
- のン姉ちゃん・200W（1985年、日本テレビ） - 大野彰
- 必殺仕事人V・激闘編（1985年 - 1986年、朝日放送） - 壱
- 冬のヒッチハイカー （1986年、NHK総合） - 主演
- あまえないでヨ! 第9話「来たぞ! 恐怖のヤッちゃん」（1987年、フジテレビ） - やくざの親分
- 水曜ドラマスペシャル / アヒルから白鳥になった女 （1987年、TBS）
- サーカス村裏通り（1987年、TBS）
- 女も男もなぜ懲りない（1987年 - 1988年、フジテレビ）
- シリーズ・男の決断 / ザ・ディーラー（1988年、テレビ朝日）
- 月曜 女のサスペンス（テレビ東京）
  - おしゃべり女（1989年） - 主演
  - 霧の岬（1990年） - 主演
- 連続テレビ小説 / 和っこの金メダル（1989年 - 1990年、NHK総合） - 門田徹
- 千利休 〜春を待つ雪間草のごとく〜（1990年、TBS） - 織田信長
- 鬼平犯科帳 第2シリーズ（1990年 - 1991年、フジテレビ） - 酒井祐助
- 大石内蔵助 冬の決戦（1991年、NHK総合） - 潮田又之丞
- 裸の大将 第46話「清と獅子舞てんてこ舞」（1991年、関西テレビ / 東阪企画） - 渥美大作
- 月曜ドラマスペシャル (TBS)
  - 松葉杖のラガーマン（1991年） - 主演
  - 今夜もテレビで眠れない（1995年）
- 旅情サスペンス / ポールニザンを残して（1991年、関西テレビ） - 主演
- 世にも奇妙な物語 / 驚異の降霊術（1991年、フジテレビ） - 主演・青山純
- ドラマシティ（よみうりテレビ）
  - アイシテイルと描いてみた（1992年）
  - さまよえる脳髄（1993年）
- 天下の副将軍水戸光圀 徳川御三家の激闘（1992年、テレビ東京） - 由井正雪
- 影狩り（1992年、フジテレビ） - 小柳兵馬
- 五粒の真珠（1993年、毎日放送） - 主演・御木本幸吉
- 青春牡丹燈篭（1993年、NHK総合）
- 都合のいい女（1993年、フジテレビ） - 阿部基彦
- ドラマ新銀河 (NHK総合)
  - 欅通りの人びと（1994年） - 石山賢
  - 魚河岸のプリンセス（1995年） - 江川慎太郎
  - 結婚はいかが?（1996年）
- 夢見る頃を過ぎても（1994年、TBS） - 佐伯助教授
- おかみ三代女の戦い（1995年、TBS） - 木村三郎
- 御家人斬九郎 第8話「奇妙な刺客」（1995年、フジテレビ） - 関口新八郎
- 外科医柊又三郎（テレビ朝日） - 中原浩
  - シーズン1（1995年）
  - シーズン2（1996年）
- その灯は消さない（1996年、東海テレビ） - 藤夫
- 打ち止めですョ!（1996年、CBC） - 康彦
- 木曜の怪談ファイナル / タイムキーパーズ（1997年、フジテレビ） - サイガ
- 英二ふたたび（1997年、フジテレビ） - 八田興業組長 湯沢
- 新幹線'97恋物語 第2話「個室の奇妙な二人」（1997年、TBS）
- 日だまり刑事 容疑者リオの涙（1997年、NHK BS2）
- 素敵に女ざかり2（1998年、NHK総合）
- お熱いのがお好き?（1998年、日本テレビ） - 青柳禄郎
- 外科医・夏目三四郎 （1998年、テレビ朝日） - 杉又三郎
- 金曜エンタテイメント（フジテレビ）
  - 浅見光彦シリーズ 恐山殺人事件 （1998年） - 井出啓介
  - 京都喰い道楽 古本屋探偵ミステリー - 近藤刑事
    - 1 井原西鶴伝説（2002年）
    - 2 夏目漱石に秘められた哀しい恋文（2004年）

  - 岡部警部シリーズ 倉敷殺人事件（2006年） - 草西玉俊
- 月曜ミステリー劇場 / 十津川警部シリーズ18 シベリア鉄道殺人事件（1999年、TBS） - 沢木信介
- 美少女H3 〜少女たちの異常体験〜 / 赤い波涛（1998年、フジテレビ）
- 3年B組金八先生 (TBS) - 安井医師
  - 第5シリーズ （1999年 - 2000年）
  - 第6シリーズ （2001年 - 2002年）
  - 第7シリーズ （2004年 - 2005年）
  - ファイナル〜最後の贈る言葉 （2011年）
- やまとなでしこ（2000年、フジテレビ） - 黒河教授
- 宮本武蔵（2001年、テレビ東京） - 松井興長
- グッド★コンビネーション （2001年、NHK総合） - 吉川信一
- 女と愛とミステリー / 犯罪交渉人ゆり子（2001年、テレビ東京） - 内舘紀雄 警視正
- 巡査 -埼玉県警黒瀬南署の夏-（2001年、BS-i） - 主演・真壁謙介
- 海軍少将・高木惣吉 〜すみやかに戦争の終結をはかるべし〜（2001年11月3日、TKU郷土の偉人シリーズ） - 主演・高木惣吉[20][21]
- 強行犯捜査第七係 （2002年、NHK BS2） - 大石省三
- はんなり菊太郎 第5話「闇の掟」（2002年、NHK総合） - 土井式部
- ぼくが地球を救う 第3話「ナースのおもちゃ」（2002年、TBS） - 三田総一郎
- GOOD LUCK!!  第七話（2003年、TBS） - 山上達生
- 茂七の事件簿3 ふしぎ草紙 第一話「片葉の芦」（2003年、NHK総合） - 藤兵衛
- 水曜ミステリー9（テレビ東京）
  - 猪熊夫婦の駐在日誌2 家路（2005年） - 船津良輔 警察署長
  - トカゲの女 警視庁特殊犯罪バイク班（2014年） - 島岡吾郎
- 夫婦道（2007年、TBS） - 沢口省吾
- ファースト・キス （2007年、フジテレビ） - 青木教授
- 長崎 - 上海物語 月の光（2007年、関西テレビ） - 遠田三郎
- サラリーマン金太郎（2008年、テレビ朝日） - 大島源造
- 寧々〜おんな太閤記（2009年、テレビ東京） - 柴田勝家
- 警官の血（2009年、テレビ朝日） - 及川晃
- コールセンターの恋人（2009年、テレビ朝日） - 中島栄作
- オルトロスの犬（2009年、TBS） - 熊切善三
- 浅見光彦〜最終章〜（2009年、TBS） - 野上刑事
- 記憶の海（2010年、TBS） - 山内茂
- いぬのおまわりさん（2010年、毎日放送） - 能勢院長
- 警視庁継続捜査班 最終話「未解決殺人〜狙われた女刑事!!」（2010年、テレビ朝日） - 加藤義浩
- 相棒（テレビ朝日）
  - Season10 第7話「すみれ色の研究」（2011年） - 加藤誠
  - Season23 1・2話「警察官A」（2024年） - 藤原龍一総理大臣
- DOCTORS〜最強の名医〜 第7話「余命1年…外科医が癌に倒れる」（2011年、テレビ朝日） - 仙石大吾
- ドラマスペシャル / 濃姫（2012年、テレビ朝日） - 織田信秀
- 連続ドラマW（WOWOW）
  - 推定有罪（2012年） - 浦井茂
  - 死の臓器（2015年） - 上原宗助
- 積木くずし 最終章（2012年、フジテレビ） - 白石博志
- ゆりちかへ ママからの伝言（2013年、メ〜テレ制作・テレビ朝日） - 内田真人
- 影武者 徳川家康（2014年、テレビ東京） - 本多忠勝
- ドラマスペシャル / 刑事（2014年、テレビ東京） - 藤井浩三
- SMOKING GUN〜決定的証拠〜 第7話 - 最終話（2014年、フジテレビ） - 一ノ瀬栄造
- ペテロの葬列（2014年、TBS） - 森信宏
- 匿名探偵 第2シリーズ（2014年、テレビ朝日） - 長山逸朗
- デザイナーベイビー - 速水刑事、産休前の難事件 -（2015年、NHK総合） - 峠緑郎
- 男と女のミステリー時代劇 / 老いての楽しみ（2016年、BS-J） - 主演・善助
- 月曜名作劇場 / 制服捜査3（2016年、TBS） - 大路孝輔
- 炎の経営者（2017年、フジテレビ） - 永田重男
- 櫻子さんの足下には死体が埋まっている（2017年、フジテレビ） - 設楽眞理
- やすらぎの郷（2017年、テレビ朝日） - 松岡信三（元財務事務次官）
- 巨悪は眠らせない 特捜検事の標的（2017年、テレビ東京） - 黛新太
- 荒神（2018年、NHK BSP） - 柏原信右衛門[22]
- あなたには渡さない（2018年、テレビ朝日） - 前田秀治
- 大富豪同心（2019年、NHK BSP） - 天満屋太兵衛
- 庶務行員・多加賀主水5（2020年、テレビ朝日） - 加藤周作 役

### 映画
- ゴジラ対ヘドラ（1971年、東宝） - 毛内行夫[出典 3][注釈 1]
- 夜の演歌 しのび恋（1974年、東映）
- あさき夢みし（1974年、ATG）
- 金閣寺（1976年、ATG） - 鶴川
- 愛と誠 完結篇（1976年、松竹） - 砂土谷峻
- もどり川（1983年、東宝東和） - 加藤
- ユー★ガッタ★チャンス（1985年、東宝） - 間島健
- 必殺! III 裏か表か（1986年、松竹） - 壱
- 時計 Adieu l'Hiver（1986年、日本ヘラルド映画） - 土井恵吾
- 幕末青春グラフィティ Ronin 坂本竜馬（1986年、東宝） - 池内蔵太
- 暗号名 黒猫を追え!（1987年、プロダクションU） - 主演・野々村志郎 警視
- ウルトラQ ザ・ムービー 星の伝説（1990年、松竹） - 主演・万城目淳
- 夜逃げ屋本舗2（1993、東宝） - 鬼頭龍治
- プロゴルファー織部金次郎2 パーでいいんだ（1994年、東映アストロ） - 名場巣寛治
- 美味しんぼ（1996年、松竹） - 三川
- 失楽園（1997年、東映） - 松原晴彦
- 陽炎IV（1998年、松竹） - 菊唐獅子の徳二
- てなもんや商社 萬福貿易商社（1998年、松竹） - 岩田部長
- EM EMBALMING（1999年、ビターズエンド）
- 週刊バビロン（2000年、東映） - 剣持雅人
- 釣りバカ日誌シリーズ（松竹） - 原口人事部長
  - 釣りバカ日誌イレブン（2000年）
  - 釣りバカ日誌12 史上最大の有給休暇（2001年）
  - 釣りバカ日誌13 ハマちゃん危機一髪!（2002年）
- 沈まぬ太陽（2009年、角川映画） - 堂本信介
- 座頭市 THE LAST （2010年、東宝） - 北川
- 最後の忠臣蔵（2010年、ワーナー・ブラザース） - 月岡治右衛門
- 日輪の遺産（2011年、角川映画） - 阿南惟幾
- ストロベリーナイト（2013年、東宝） - 片山正文
- ウスケボーイズ（2018年、カートエンターテイメント）

### オリジナルビデオ
- ミラーマン パイロット版（1971年、円谷プロ） - 主演・鏡京太郎[注釈 1]
- 東方見聞録（1993年、イメージファクトリーアイエム） - 勝又三郎左

### テレビ番組
| 期間          | 期間          | 番組名                                                                | 役職                             |
| ------------- | ------------- | --------------------------------------------------------------------- | -------------------------------- |
| 1972年4月2日  | 1975年3月29日 | リブ・ヤング!（フジテレビ）                                           | 司会                             |
| 1985年1月15日 | 1985年6月25日 | バスクリンファミリータイム 所ジョージのモノMONOウォーズ（日本テレビ） | 長老軍リーダーでのレギュラー出演 |
| 1988年2月24日 | 1989年9月27日 | 夜のヒットスタジオDELUXE（フジテレビ）                                | 司会                             |
| 2003年3月     | 2006年9月     | レディス4（テレビ東京）                                               | メイン司会                       |

### 演劇
- ACB（アシベ）〜恋の片道切符（1987年、日生劇場）
- 夏の夜の夢（1990年、シアターコクーン）
- LOVE LETTER（1993年、パルコ劇場）
- 大草原の小さな家（バンダイ）
- スッテピングアウト（1994年、アトリエ・ダンカン）
- 隅田川暮色（1995年、日生劇場）
- 花影の花（1997年、帝国劇場）
- 隠れ菊（1998年 - 1999年、芸術座）
- ご存知一心太助・目から鱗の物語（2000年、明治座）
- ポンコツ車のレディ（2001年、ル テアトル銀座）

### 吹き替え
- ドラゴンへの道（タン・ロン〈ブルース・リー〉）

### CM
- トクホン
- 武田薬品工業 アリナミンA25
- ハウス食品
  - デリッシュカレー - 地井武男と共演。
  - 東京のラーメン屋さん わっしょい - 岸本加世子と共演[23]。

## 音楽
- 俺の心の悲しい願い （1970年、RCA） - B面、悲しい忘れ物[注釈 1]
- 故郷は地球 （1971年、東芝） - 『シルバー仮面』主題歌。B面、「戦え! シルバー仮面」（歌／ハニー・ナイツ）。
- 妹よ、青空よ （1976年、ポリドール） - B面、夢仕度